# مسجد أحمد بن حنبل
مرقد ومسجد أحمد بن حنبل، ويعرف بمسجد عارف آغا أيضاً، وهو من مساجد العراق القديمة التي بنيت في عهد الدولة العثمانية، ويقع في جانب الرصافة من بغداد، خلف مبنى المصرف الإسلامي سابقاً في شارع الميدان بمنطقة الكهية قرب مسجد نعيمة الجيبجي، وتبلغ مساحته 500 م2 تقريباً، ويتكون المبنى من حرم وباحة وغرفة فيها مرقد الإمام أحمد بن حنبل، وتعلوه قبة صغيرة، وتقام في المسجد الصلاة المكتوبة حالياً.
والامام أحمد بن حنبل هو أحد الأئمة الأربعة وكان رجلا عالماً فاضلاً وكان إمام المحدثين، ولهُ كتاب معروف في علم الحديث النبوي بمسند الإمام أحمد.
ولقد توفي الإمام أحمد بن حنبل في وقت الضحى من يوم الجمعة في الثاني عشر من شهر ربيع الأول سنة 241هـ، وهو ابن سبع وسبعين سنة، ودُفن بعد العصر، قال عبد الله بن أحمد بن حنبل: «توفي أبي في يوم الجمعة ضحوة، ودفناه بعد العصر لاثنتي عشرة ليلة خلت من شهر ربيع الأول سنة إحدى وأربعين».
ولقد دفن الامام أحمد بن حنبل بمقبرة باب حرب في البداية ثم نقلت رفاته، وهذا ما أكده العديد من المؤرخين منهم الخطيب البغدادي في تاريخ بغداد وياقوت الحموي وابن الجوزي في المنتظم وان باب حرب هو الربض الواقع شمال غرب منطقة الكاظمية الحالية، ولقد نقلت رفات الامام احمد بن حنبل فيما بعد إلى مسجد عارف أغا أيام فيضان نهر دجلة سنة 1937م.